# 後藤光貴
後藤 光貴（ごとう みつたか、1974年8月27日 - ）は、福井県南条郡今庄町（現：南越前町）出身の元プロ野球選手（投手）。右投右打。現在は埼玉西武ライオンズのスカウト。

## 経歴

### プロ入り前
鯖江高では捕手。2年秋には福井県大会で優勝し、北信越大会に進むが松井秀喜の本塁打などで星稜高校に敗れた。当時のエースとバッテリーで新日本製鐵堺に入社したが、足を活かして内野手へ転向。チームが廃部となるもまだ実績がなく、多くの選手のように同社の他チームへは移籍できなかった。当時の監督が動き、大和銀行へ転籍。チーム事情から強肩を買われて投手に転向した。1998年はNTT関西の補強選手として都市対抗野球で登板、秋の日本選手権へはチーム初出場。同年秋はプロ入りを期待するも後述のような事情で逃す。翌年春にはシドニー五輪強化選手としてオリックスのキャンプへ参加。1999年のドラフト会議で西武ライオンズに7位指名され入団。

### 西武時代
2000年6月25日のオリックス・ブルーウェーブ戦でプロ初登板を果たし2回1/3を無失点に抑えた。10月13日の同戦で初先発し7回2失点の好投を見せたが敗戦投手となった。この年は前述の2試合の登板に留まった。
2001年7月27日の日本ハムファイターズ戦で10回表2死に6番手で登板し、1/3を1球で無失点に抑えてその裏にチームがサヨナラ勝ちし、プロ初勝利を挙げた。初勝利が1球勝利となるのは、同年5月29日にロッテの山﨑貴弘が達成して以来プロ野球史上2例目だった。9月4日の大阪近鉄バファローズ戦では先発で初勝利を飾った。最終的に同年は中継ぎを中心に起用され先発でも6試合に登板した。最終的に35試合で3勝2敗・防御率2.49の成績を残し、投球回数を上回る奪三振数（奪三振率10.52）を記録した。
2002年8月27日の千葉ロッテマリーンズではプロ入り初完投を初完封で飾った。最終的に先発ローテーション入りし17試合に登板し7勝2敗・防御率3.38の成績をマークし、チームのリーグ優勝に貢献した。読売ジャイアンツとの日本シリーズでは第1戦に中継ぎで登板し2回無失点に抑えたがこの1試合のみの登板に留まった。また、チームはストレートの4連敗で日本一を逃した。
2003年にはプロ入り初の規定投球回に到達し、こちらも初となる2ケタ10勝を挙げた。
2004年は故障の影響で6試合の登板に留まり防御率も6点近くと不調で3勝2敗の成績に終わった。チームはリーグ2位でこの年からパ・リーグに導入されたプレーオフを制して2年ぶりにリーグ優勝し、中日ドラゴンズとの日本シリーズも制して12年ぶりの日本一に輝いたが後藤はいずれもポストシーズンでの登板はなかった。
2005年3月27日に河原純一との交換トレードで読売ジャイアンツに移籍。

### 巨人時代
2005年、4月10日の対中日戦（東京ドーム）で移籍後初登板初先発を果たすも6回5失点で敗戦投手となった。その後も好投しても勝ち投手になれないなど二軍降格し、わずか5試合の登板で1勝も挙げられず、10月24日に戦力外通告を受けた。10月27日、金銭トレードで西武に復帰した。

### 西武復帰
しかし2006年はオープン戦での不調が響き二軍スタートとなった。この年は一軍登板できず、レギュラーシーズン終了後に戦力外通告を受け、現役を引退した。

### 現役引退後
引退後は、西武の関西地区スカウトに就任。スカウトの担当選手には浅村栄斗、金子侑司がいる。

## 1年遅れで入団
本来は1998年のドラフト会議で西武ライオンズの指名を受けるはずだったが、直前に福岡ダイエーホークスが同じ大和銀行の水田章雄を先に指名した。ドラフトでは事前の了承を得ないと同一社会人チームからは複数人の選手をドラフトで指名することが出来ないというルールがあり、西武は大和銀行に対して事前の了承を得ていなかったため後藤の指名は無効となってしまった。結局、翌1999年のドラフト会議で改めて指名を受けた。

## 詳細情報

### 年度別投手成績
| 年 度     | 球 団     | 登 板 | 先 発 | 完 投 | 完 封 | 無 四 球 | 勝 利 | 敗 戦 | セ 丨 ブ | ホ 丨 ル ド | 勝 率 | 打 者 | 投 球 回 | 被 安 打 | 被 本 塁 打 | 与 四 球 | 敬 遠 | 与 死 球 | 奪 三 振 | 暴 投 | ボ 丨 ク | 失 点 | 自 責 点 | 防 御 率 | W H I P |
| --------- | --------- | ----- | ----- | ----- | ----- | -------- | ----- | ----- | -------- | ----------- | ----- | ----- | -------- | -------- | ----------- | -------- | ----- | -------- | -------- | ----- | -------- | ----- | -------- | -------- | ------- |
| 2000      | 西武      | 2     | 1     | 0     | 0     | 0        | 0     | 1     | 0        | --          | .000  | 44    | 9.1      | 14       | 0           | 4        | 0     | 0        | 4        | 1     | 0        | 6     | 2        | 1.93     | 1.93    |
| 2001      | 西武      | 35    | 6     | 0     | 0     | 0        | 3     | 2     | 0        | --          | .600  | 329   | 83.0     | 50       | 12          | 30       | 0     | 2        | 97       | 1     | 0        | 23    | 23       | 2.49     | 0.96    |
| 2002      | 西武      | 16    | 12    | 1     | 1     | 0        | 7     | 2     | 0        | --          | .778  | 323   | 82.2     | 61       | 8           | 21       | 1     | 2        | 66       | 0     | 0        | 32    | 31       | 3.38     | 0.99    |
| 2003      | 西武      | 23    | 23    | 1     | 1     | 0        | 10    | 7     | 0        | --          | .588  | 601   | 141.2    | 150      | 29          | 34       | 1     | 3        | 91       | 1     | 1        | 66    | 60       | 3.81     | 1.30    |
| 2004      | 西武      | 6     | 6     | 0     | 0     | 0        | 3     | 2     | 0        | --          | .600  | 148   | 31.2     | 38       | 6           | 11       | 0     | 4        | 17       | 2     | 0        | 22    | 21       | 5.97     | 1.55    |
| 2005      | 巨人      | 5     | 3     | 0     | 0     | 0        | 0     | 2     | 0        | 0           | .000  | 72    | 15.0     | 22       | 0           | 6        | 0     | 4        | 9        | 2     | 0        | 16    | 16       | 9.60     | 1.87    |
| 通算：6年 | 通算：6年 | 87    | 51    | 2     | 2     | 0        | 23    | 16    | 0        | 0           | .590  | 1517  | 363.1    | 335      | 55          | 106      | 2     | 15       | 284      | 7     | 1        | 165   | 153      | 3.79     | 1.21    |

- 各年度の太字はリーグ最高

### 記録
- 初登板：2000年6月25日、対オリックス・ブルーウェーブ13回戦（西武ドーム）、7回表2死に4番手で救援登板・完了、2回1/3を無失点
- 初先発登板：2000年10月13日、対オリックス・ブルーウェーブ27回戦（グリーンスタジアム神戸）、7回2失点で敗戦投手
- 初奪三振：同上、1回裏に大島公一から
- 初勝利：2001年7月27日、対日本ハムファイターズ19回戦（西武ドーム）、10回表2死に6番手で救援登板・完了、1/3回無失点
- 初先発勝利：2001年9月4日、対大阪近鉄バファローズ23回戦（西武ドーム）、6回2/3を1失点
- 初完投勝利・初完封勝利：2002年8月27日、対千葉ロッテマリーンズ22回戦（西武ドーム）

その他の記録
- 1球勝利投手：2001年7月27日、対日本ハムファイターズ19回戦（西武ドーム）、10回表2死1塁でシャーマン・オバンドーを遊飛 ※史上14人目
- 1球勝利がプロ初勝利 ※史上2人目

### 背番号
- 50 （2000年 - 2005年3月29日、2005年10月28日 - 2005年終了）
- 15 （2005年3月29日 - 2005年10月28日）
- 41 （2006年）